# Vonkelwyn
Vonkelwyn is de Afrikaanse vertaling van mousserende wijn en is tevens de verzamelnaam voor alle mousserende wijnsoorten uit Zuid-Afrika.

## Naamgeving
Zuid-Afrikaanse mousserende wijnen die volgens de méthode traditionnelle geproduceerd zijn, worden verkocht onder de naam Cap Classique. Op de naam champagne kan men geen aanspraak maken, omdat deze beschermd is door de Europese Unie en dus alleen gebruikt mag worden voor wijnen uit de Franse streek Champagne.

Ook kunnen Vonkelwynen gemaakt zijn volgens de méthoden Charmat en gazéifié.

## Druivensoorten
Van oorsprong worden voor de Cap Classique de druivensoorten Sauvignon blanc en Chenin blanc gebruikt. In de afgelopen jaren kiest men echter ook steeds vaker voor de traditionele "champagnedruiven" Chardonnay en Pinot noir. Ook zijn er enkele wijngaarden die rode mousserende wijn maken van Pinotage.